# Église Santa Maria Donnalbina
L'église Santa Maria Donnalbina est une église de Naples du XVIIe siècle située dans la rue du même nom. Elle se trouve à côté du couvent du même nom. 

## Histoire

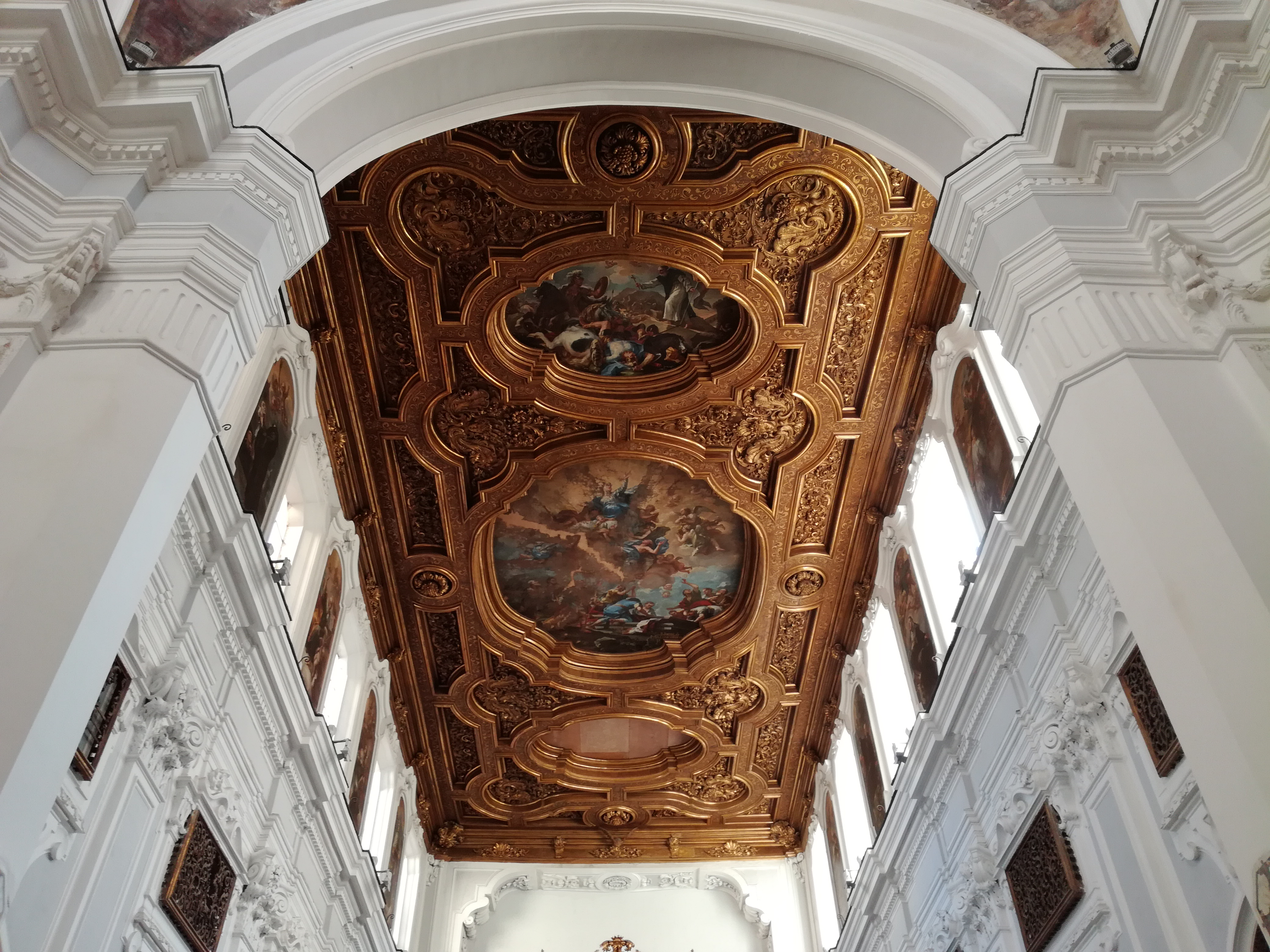
Vue du plafond.

Une église existe déjà sur ce lieu au IXe siècle. Elle est entièrement reconstruite au XVIIe siècle en style baroque par Bartolomeo Picchiatti et réaménagée à la fin du XVIIe siècle par Arcangelo Guglielmelli. Elle possède une nef unique et quatre chapelles latérales.
L'église est un édifice des plus remarquables du baroque napolitain. L'intérieur est décoré de stucs et de pilastres, des fresques ornent la coupole au-dessus du maître-autel de marbre. Les grandes orgues de 1699 se trouvent à la tribune de la contre-façade.
Le plafond de bois sculpté doré est une des merveilles de la production sacrée du baroque napolitain. Il a été réalisé en 1701 par Antonio Guidetti, ses toiles sont du pinceau de Nicola Malinconico qui peignit aussi des tableaux de saints et la fresque de la contre-façade (L'Entrée de Jésus à Jérusalem). On distingue dans la deuxième chapelle de droite deux saints de la main de Vaccaro datant de 1736.
Dans le chœur et le transept, les tableaux sont de Francesco Solimena.
En 1891, l'église devient le siège de la confrérie de l'Immaculée du Tiers-Ordre de Saint François, après que son église fut abattue pour ouvrir la via Guglielmo Sanfelice, au moment de la restructuration de Naples, appelée « risanamento ». C'est cette confrérie qui transfère le monument funéraire de Giovanni Paisiello (œuvre néoclassique de 1816 d'Angelo Viva) de son ancienne église à cette église, à gauche de l'entrée où il est toujours visible. Giovanni Paisiello faisait partie de cette confraternité.
L'église est fermée pour incurie en 1972. Elle rouvre après restauration en 2010.

## Notes et références

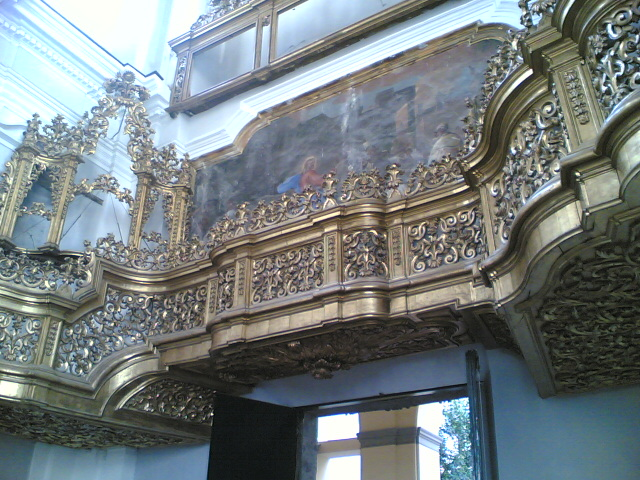
Vue de la tribune.